# 케링턴 페인
케링턴 테일러 페인(Kherington Taylor Payne, 1990년 1월 26일 ~ )은 미국의 가수이자 배우이다.